# Stanisław Miszczyk

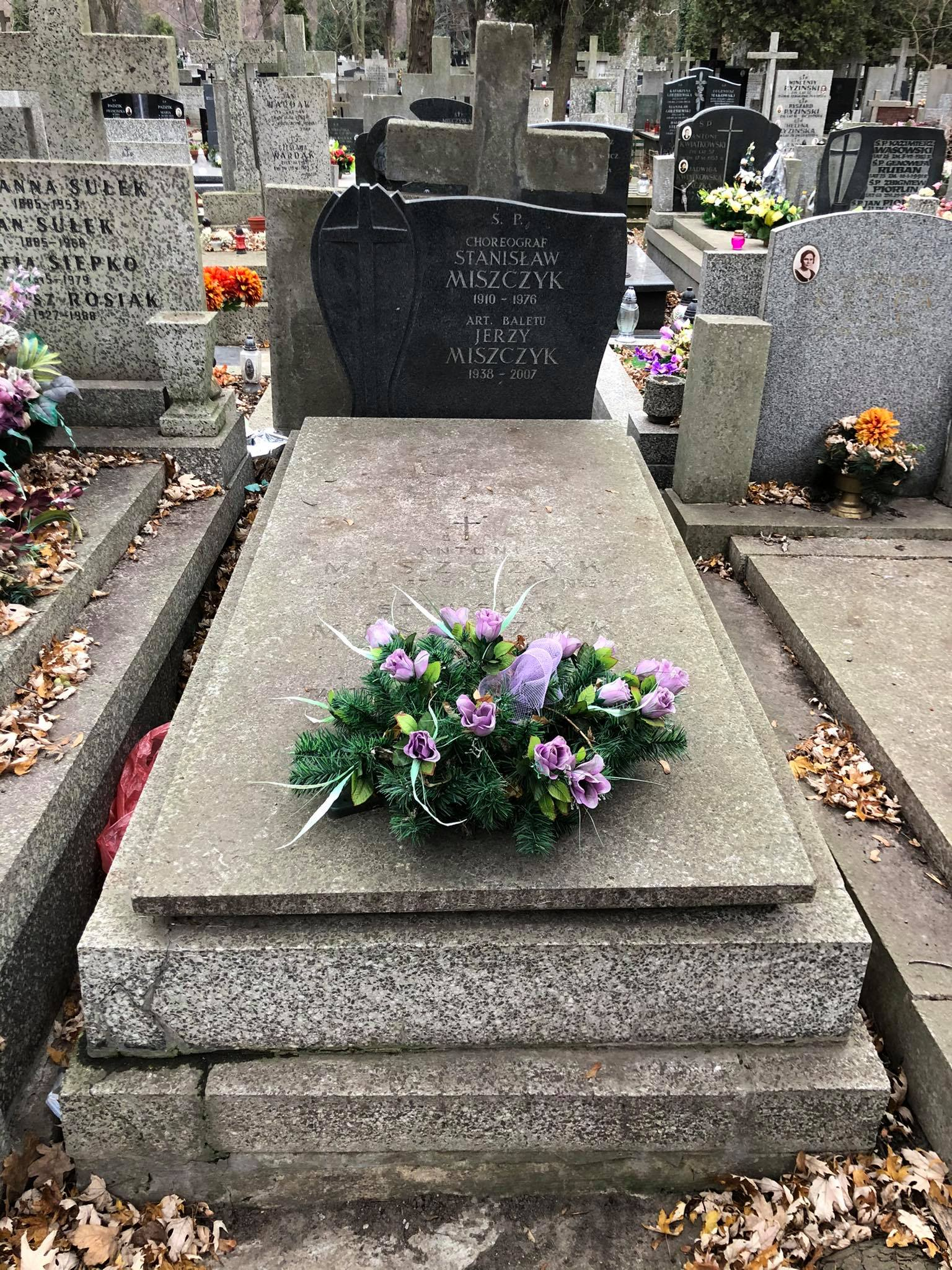
Grób Stanisława Miszczyka na cmentarzu Bródnowskim

Stanisław Miszczyk (ur. 25 kwietnia 1910 w Warszawie, zm. 2 lipca 1976 tamże) – polski tancerz i choreograf.

## Życiorys
Syn szewca Antoniego Miszczyka i Józefy z Jagodzińskich. Od 1920 do 1927 uczył się w Warszawskiej Szkole Baletowej, od 1927 do 1929 występował na scenie Teatru Wielkiego w Warszawie. W kwietniu 1929 otrzymał angaż w Teatrze Polskim w Katowicach i był tam solistą baletu do końca sezonu 1929/1930. 28 kwietnia 1929 podczas występów gościnnych z „Halką" w Opolu został poturbowany przez bojówkę niemiecką. W sezonie 1930/1931 występował w Teatrach Miejskich we Lwowie, a następnie odbył dwuletnią służbę wojskową. Następnie powrócił do Warszawy, gdzie na stałe wszedł w skład zespołu Teatru Wielkiego. Od 1934 był solistą, tańczył partię Franciszka w „Coppélii". We wrześniu 1934 reprezentował Polskę we Wszechsłowiańskim Festiwalu Tańca w Lublanie. W 1935 rozpoczął współpracę z zespołem Feliksa Parnella i występował w Teatrze Wielka Rewia w Warszawie, w 1936 był uczestnikiem olimpiady tanecznej w Berlinie. Od sezonu 1937/38 był solistą, a od sezonu 1938/39 pierwszym solistą w Polskim Balecie Reprezentacyjnym, z którym występował m.in. w Paryżu w 1937, Cannes, Nicei, Marsylii, Lyonie od lutego do marca 1939 oraz podczas Wystawy Światowej w Nowym Jorku w czerwcu 1939. Podczas II wojny światowej tańczył na scenach jawnych teatrach warszawskich m.in. Stara Mewa (1940), a w Teatrze Miasta Warszawy od 1943 do wybuchu powstania warszawskiego pełnił funkcję kierownikiem baletu. Od jesieni 1944 był choreografem w Krakowskim Teatrze Powszechnym. Od maja do grudnia 1945 był choreografem i kierownikiem baletu Opery Poznańskiej, od 1946 do 1949 w Operze Śląskiej w Bytomiu, w obu zainicjował powstanie studiów baletowych. W 1949 powrócił do Warszawy i w sezonach 1949/50-1951/52 i od 1955 do 1959 kierował baletem Opery warszawskiej. W sezonach 1952/53 i 1953/54 ponownie pracował w Operze Poznańskiej. 
Stanisław Miszczyk był choreografem i czasowo kierownikiem baletu w Operetce warszawskiej (sezony 1954/55, 1955/56, 1959/1960 i 1960/61), a także w Operze Wrocławskiej (1957/58 i 1961/62, 1964), w Operze im. Stanisława Moniuszki w Poznaniu (sezon 1960/61), Operetce Szczecińskiej (1958, 1961-66), Operze Objazdowej (sezon 1963/64) i Operetce łódzkiej (od 1966 do końca sez. 1967/68). Jego dziełem były choreografie m.in. w Operetce Śląskiej w Gliwicach (1958, 1959, 1965), Operetce Dolnośląskiej (1960), Teatrze Wielkim w Warszawie (1965) oraz w teatrach dramatycznych, np. Teatrze Polskim w Poznaniu (1946), Teatrze Klasycznym w Warszawie (1960) i Teatrze Polskim w Szczecinie (1964). W sezonie 1968/69 ponownie został kierownikiem baletu Teatru Wielkiego w Warszawie, gdzie 1 stycznia 1972 zakończył karierę. 
Pochowany na cmentarzu Bródnowskim (kw. 2F, rząd I, grób 15).

## Najważniejsze choreografie
- „Jezioro łabędzie" (1953, 1956, 1961),
- „Coppélia" (1963, 1964).
- „Pan Twardowski" (1948, 1951, 1957, 1962, 1965),
- „Swantewit" (1949),
- „Harnasie" i „Serenada" (1951),
- „Bursztynowa panna" (1961),
- „Z chłopa król",
- „Zabawa w Lipinach" (1954),
- „Mazepa" (1958).

## Odznaczenia
- Złoty Krzyż Zasługi (1953);
- Krzyż Kawalerski Orderu Odrodzenia Polski (1954);
- Krzyż Oficerski Orderu Odrodzenia Polski (1956).